# راوزلی
راوزلی (به انگلیسی: Rowsley) یک روستا و محله مدنی در بریتانیا است که در Derbyshire Dales واقع شده‌است. راوزلی ۵۰۷ نفر جمعیت دارد.